# 准教授
准教授（じゅんきょうじゅ、英: Associate Professor）は、日本の高等教育機関で教授に次ぐ教員の職階のこと、または、その職階にある者のこと。
日本では2007年3月以前の助教授に代わる職位として定められた。

## 日本の准教授の概説
以前は、学校教育法58条7項が「助教授は、教授の職務を助ける」としていたが実態に合わず、国際的通用性の点でも問題となっていた。
2007年（平成19年）4月1日施行の「学校教育法の一部を改正する法律」（平成17年法律第83号）は、
1. 学校教育法92条7項で「准教授は、専攻分野について、教育上、研究上又は実務上の優れた知識、能力及び実績を有する者であつて、学生を教授し、その研究を指導し、又は研究に従事する」とした[4]。
2. 「助教」の職階を新設し、学校教育法92条8項で「助教は、専攻分野について、教育上、研究上又は実務上の知識及び能力を有する者であつて、学生を教授し、その研究を指導し、又は研究に従事する」とした[4]。
3. 「助手」の職階は、学校教育法92条8項で「助手は、その所属する組織における教育研究の円滑な実施に必要な業務に従事する」とした[4]。

のように改正された。また、附則では助教授の勤務年数は准教授の勤務年数に振り替えられるものとされている。
なお、日本の大学、大学院では学科における研究室の構成を講座制と呼ぶ場合があり、教授、助教授、助手による研究室を小講座、教授や助教授が単独で研究室を運営する場合を大講座と呼んでいた。2001年3月の科学技術基本計画では、教授から独立して助教授や助手が活躍できるように、位置付けについて見直されていた。

## 日本の准教授の要件
学校教育法（昭和22年法律第26号）
第92条
7 准教授は、専攻分野について、教育上、研究上又は実務上の優れた知識、能力及び実績を有する者であつて、学生を教授し、その研究を指導し、又は研究に従事する。
大学設置基準（昭和31年文部省令第28号）
（准教授の資格）
第15条 准教授となることのできる者は、次の各号のいずれかに該当し、かつ、大学における教育を担当するにふさわしい教育上の能力を有すると認められる者とする。 
1. 前条各号のいずれかに該当する者
2. 大学において助教又はこれに準ずる職員としての経歴（外国におけるこれらに相当する職員としての経歴を含む）のある者
3. 修士の学位又は学位規則第5条の2に規定する専門職学位（外国において授与されたこれらに相当する学位を含む。）を有する者
4. 研究所、試験所、調査所等に在職し、研究上の業績を有する者
5. 専攻分野について、優れた知識及び経験を有すると認められる者

専門職大学設置基準（平成二十九年文部科学省令第三十四号）
（准教授の資格）
第36条 准教授となることのできる者は、次の各号のいずれかに該当し、かつ、専門職短期大学における教育を担当するにふさわしい教育上の能力を有すると認められる者とする。
1. 前条各号のいずれかに該当する者
2. 大学、短期大学又は高等専門学校において助教又はこれに準ずる職員としての経歴（外国におけるこれらに相当する職員としての経歴を含む。）のある者
3. 修士の学位又は学位規則第五条の二に規定する専門職学位（外国において授与されたこれらに相当する学位を含む。）を有する者
4. 特定の分野について、優れた知識及び経験を有すると認められる者

短期大学設置基準（昭和五十年文部省令第二十一号）
（准教授の資格）
第24条　准教授となることのできる者は、次の各号のいずれかに該当し、かつ、短期大学における教育を担当するにふさわしい教育上の能力を有すると認められる者とする。
1. 前条各号のいずれかに該当する者
2. 大学又は高等専門学校において助教又はこれに準ずる職員としての経歴（外国におけるこれらに相当する職員としての経歴を含む。）のある者
3. 修士の学位又は学位規則第五条の二に規定する専門職学位（外国において授与されたこれらに相当する学位を含む。）を有する者
4. 特定の分野について、優れた知識及び経験を有すると認められる者

高等専門学校設置基準（昭和三十六年文部省令第二十三号）
（准教授の資格）
第12条 准教授となることのできる者は、次の各号のいずれかに該当し、かつ、高等専門学校における教育を担当するにふさわしい教育上の能力を有すると認められる者とする。
1. 前条各号のいずれかに該当する者
2. 大学又は高等専門学校において助教又はこれに準ずる職員としての経歴（外国におけるこれらに相当する職員としての経歴を含む。）のある者
3. 修士の学位又は学位規則第五条の二に規定する専門職学位（外国において授与されたこれらに相当する学位を含む。）を有する者
4. 特定の分野について、優れた知識及び経験を有すると認められる者
5. 前各号に掲げる者と同等以上の能力を有すると文部科学大臣が認めた者